# Mutacija
Mutacije su nasumične promjene genetskog materijala stanice. Trajne su i nasljedne ako se dogode u spolnoj stanici, tj. njenoj DNK. Uzroci su mutacija mnogobrojni: greške pri umnožavanju genetskog materijala u procesu stanične diobe, izlaganje vanjskim čimbenicima poput radijacije, različitih kemijskih spojeva ili virusa te programirane ("namjerne") mutacije tijekom mejoze ili imunološkog odgovora.
Mutacije u nespolnim stanicama višestaničnih organizama, tzv. somatske mutacije, ne prenose se na potomstvo i mogu prouzročiti greške u odvijanju staničnih funkcija (greške u reguliranju stanične diobe uzrok su raka) ili smrt stanice. S druge strane, mutacije u spolnim stanicama smatraju se jednim od preduvjeta evolucije jer se procesom prirodnog odabira u populaciji nakupljaju mutacije koje omogućuju bolju prilagodbu uvjetima okoliša i time utječu na bolje preživljavanje jedinki koje ih nose i prijenos na sljedeće generacije.